# Bandeira da Região Administrativa Especial de Macau
Esta bandeira representa a Região Administrativa Especial de Macau (RAEM) desde 1999, ano da transferência da soberania de Macau à República Popular da China (antes de 1999, Macau estava sob administração de Portugal).

## Descrição
Esta bandeira regional é verde, tendo ao centro uma flor de lótus branca de três pétalas. Por cima da flor estão cinco estrelas e por baixo, a ponte e água do mar.
- As cinco estrelas simbolizam a unificação de Macau à China, sendo Macau parte inalienável da República Popular da China.
- A flor de lótus, flor preferida dos residentes de Macau, está prestes a desabrochar sob a luz das cinco estrelas, que representam a China, traduzindo a prosperidade e o desenvolvimento de Macau.
- As suas três pétalas representam a Península de Macau e as ilhas de Taipa e Coloane que constituem Macau.
- A ponte e a água do mar refletem a especificidade do ambiente natural de Macau.[2][3]

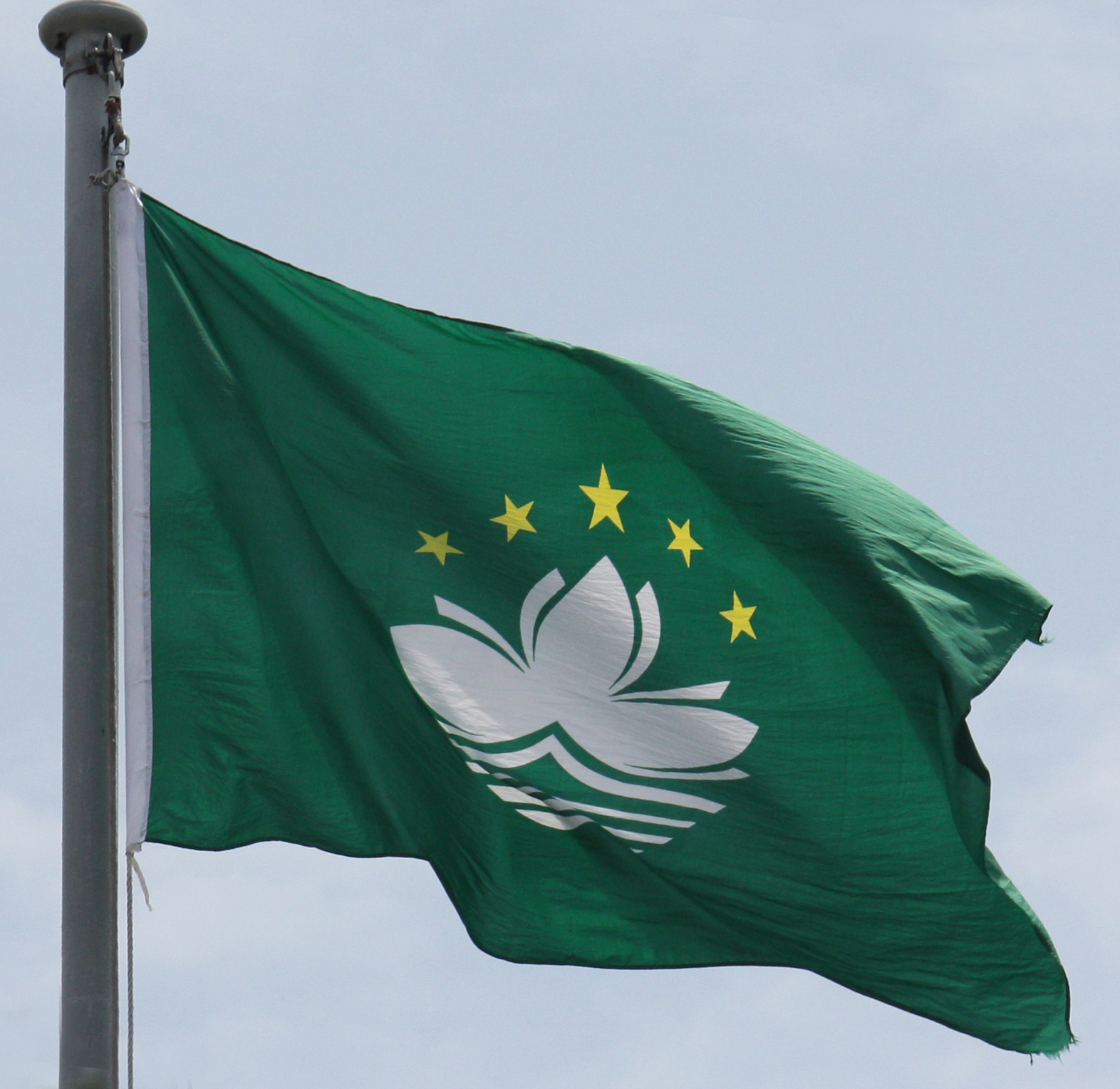
A bandeira de Macau tremulando.

## Esquema de cores
| Esquema de cores | Verde      | Branco      | Amarelo    |
| ---------------- | ---------- | ----------- | ---------- |
| CMYK             | 95-0-17-54 | 0-0-0-0     | 0-13-88-0  |
| HEX              | #067662    | #FFFFFF     | #FFDF1E    |
| RGB              | 6-118-98   | 255-255-255 | 255-223-30 |

## Bandeiras antigas/históricas
Antes da entrega de Macau à República Popular da China por Portugal em 1999, Macau utilizava oficialmente apenas a bandeira de Portugal, visto que ela não tinha uma bandeira territorial própria. Em 1967, houve propostas para dar a cada província ultramarina portuguesa uma bandeira própria, que consistia na bandeira de Portugal carregada no canto inferior direito com o brasão de armas da respectiva província, mas nenhuma foi aprovada.
Por isso, a colónia portuguesa de Macau sempre foi oficialmente representada pela bandeira de Portugal e muitas vezes oficiosamente pela bandeira do Leal Senado, que é a câmara municipal do Concelho de Macau, um dos dois concelhos existentes na colónia. Esta bandeira municipal apresenta um brasão de armas de estilo português suspenso ou sustentado por dois anjos e uma tira branca com a inscrição "Cidade do Nome de Deus de Macau, Não Há Outra Mais Leal".
Havia também uma bandeira do Governo de Macau, que ostenta em fundo azul celeste o brasão de armas oficial da colónia portuguesa de Macau (ou Território de Macau). Esta bandeira não é a bandeira oficial da colónia portuguesa de Macau, mas sim apenas do Governo português de Macau. Apesar disso, esta bandeira foi usada algumas vezes para representar oficiosamente Goe.

### Bandeiras de Portugal
| Bandeira | Período   | Uso                                                                        | Descrição |
| -------- | --------- | -------------------------------------------------------------------------- | --- |
|          | 1557–1578 | A bandeira de Portugal, usada quando Macau foi governada pelos portugueses | A bandeira de Portugal foi usada para representar oficialmente a colónia portuguesa de Macau, visto que ela não possui uma bandeira territorial própria. |
|          | 1578–1640 | A bandeira de Portugal, usada quando Macau foi governada pelos portugueses | A bandeira de Portugal foi usada para representar oficialmente a colónia portuguesa de Macau, visto que ela não possui uma bandeira territorial própria. Entre 1580 e 1640, Portugal foi governado por Espanha, mas Macau nunca hasteou a bandeira espanhola. Este facto valeu a Macau o título de "Não Há Outra Mais Leal", concedido pelo Rei D. João IV em 1654. |
|          | 1640–1667 | A bandeira de Portugal, usada quando Macau foi governada pelos portugueses | A bandeira de Portugal foi usada para representar oficialmente a colónia portuguesa de Macau, visto que ela não possui uma bandeira territorial própria. |
|          | 1667–1707 | A bandeira de Portugal, usada quando Macau foi governada pelos portugueses | A bandeira de Portugal foi usada para representar oficialmente a colónia portuguesa de Macau, visto que ela não possui uma bandeira territorial própria. |
|          | 1707–1816 | A bandeira de Portugal, usada quando Macau foi governada pelos portugueses | A bandeira de Portugal foi usada para representar oficialmente a colónia portuguesa de Macau, visto que ela não possui uma bandeira territorial própria. |
|          | 1816–1830 | A bandeira de Portugal, usada quando Macau foi governada pelos portugueses | A bandeira de Portugal foi usada para representar oficialmente a colónia portuguesa de Macau, visto que ela não possui uma bandeira territorial própria. |
|          | 1830–1911 | A bandeira de Portugal, usada quando Macau foi governada pelos portugueses | A bandeira de Portugal foi usada para representar oficialmente a colónia portuguesa de Macau, visto que ela não possui uma bandeira territorial própria. |
|          | 1911–1975 | A bandeira de Portugal, usada quando Macau foi governada pelos portugueses | A bandeira de Portugal foi usada para representar oficialmente a colónia portuguesa de Macau, visto que ela não possui uma bandeira territorial própria. |

### Bandeiras locais
| Bandeira | Período     | Uso | Descrição |
| -------- | ----------- | --- | --- |
|          | 1975–1999   | Bandeira do Leal Senado, que era a câmara municipal do Concelho de Macau, um dos dois concelhos existentes na colónia portuguesa de Macau. | Esta bandeira ostenta em fundo azul celeste ou claro o brasão de armas do Leal Senado ou do Concelho de Macau. Esta bandeira, embora não fosse a bandeira oficial da colónia portuguesa de Macau, representou muitas vezes Macau internacionalmente durante o período da administração portuguesa. Ela foi também a bandeira usada na cerimónia da transferência de soberania para a China em 1999. |
|          | 1975-1999   | Bandeira do Leal Senado, Variante branca (rara)                                                                                            | Esta bandeira ostenta em fundo brando brasão de armas do Leal Senado ou do Concelho de Macau. Esta bandeira, era uma variante da bandeira do Leal Senado poucas vezes utilizada. |
|          | 1975–1999   | Bandeira do Governo português/colonial de Macau                                                                                            | Esta bandeira ostenta em fundo azul celeste o brasão de armas da colónia portuguesa de Macau (ou do Território de Macau). Durante a administração portuguesa de Macau, esta bandeira foi também usada algumas vezes para representar o Território de Macau, apesar de não ser a bandeira oficial da colónia portuguesa de Macau.                                                                    |
|          | 1975-1999   | Bandeira do Concelho das Ilhas, que era a câmara municipal das Ilhas.                                                                      | Esta bandeira ostenta em fundo laraja o brasão de armas da câmara municipal das ilhas. Esta bandeira era vista em paradas em conjunto com a bandeira do Leal Senado do Macau |
|          | Não oficial | Variação da bandeira não oficial sem a coroa mural representando os castelhos do Reino de Algarve no brasão de armas.                      | Esta bandeira foi descoberta na Universidade de Macau em uma fotografia de um encontro internacional de esportes universitários e foi usado no desfile. Embora não foi utilizada oficialmente, alguns meios esportivos usado esta bandeira em vez da banderia de Portugal para representar a colônia.                                                                                               |
|          | 1911-1999   | Bandeira do Governador de Macau | Pouco usada em Macau e usada apenas para representar o Governador de Macau. Nunca foi usada para representar a colónia portuguesa de Macau. |